# Hypostase der Archonten
Der unter dem Titel Hypostase der Archonten bekannte Text ist Teil der Nag-Hammadi-Schriften, einer 1945 in Ägypten gefundenen Sammlung vorwiegend gnostischer Texte. Dort erscheint er als vierte Schrift des Kodex II (NHC II,4).
Der jüdische Hintergrund ist aufgrund deutlicher Parallelen zum Alten Testament klar erkennbar. Ein ägyptischer Einfluss wird wegen der Beschreibung von Herrschern mit Tierköpfen vermutet. Eine Parallele zur Apokalypse des Adam besteht in der Erwähnung eines „königslosen Geschlechts“ im Zusammenhang mit einem Erlöser bzw. Offenbarer. Eine Besonderheit der im Text wiedergegebenen Schöpfungsgeschichte ist die Erwähnung von Norea als Tochter Adams und Evas. Ein großer Teil des Textes besteht aus einer Offenbarung des Engels Eleleth an Norea.

## Inhalt
Am Anfang steht ein Prolog, in dem auf den „großen Apostel“ verwiesen wird, der über die Mächte der Finsternis sagt: „Unser Kampf ist nicht gegen Fleisch und Blut, sondern gegen die Mächte der Welt und die Geistwesen des Bösen.“ Mit dem großen Apostel ist offenbar Paulus gemeint, wodurch der Text sich von vorneherein in einen christlichen Kontext stellt.
Dem Prolog folgt ein einleitender Abschnitt über den Fall des höchsten Archonten, der als unwissend und überheblich bezeichnet wird. Da dieser sagt „es gibt keinen Gott außer mir“, habe er sich gegen den Gott des Alls versündigt und wird deshalb Samael, Gott der Blinden, genannt.
Es folgt eine kurze und in einigen Elementen mit dem biblischen Buch Genesis übereinstimmende Schöpfungsgeschichte: Die Archonten erschaffen Adam (die Menschen) nach ihrem Abbild, um ihnen zu dienen. Adam lebt im Paradies, anfänglich ist seine Erkenntnis höher als die seiner Schöpfer (Archonten), denn er besitzt das Wissen aller Archonten. Dies stellen sie fest, indem sie Adam prüfen: Er soll den Tieren ihre Namen geben, was er auch tut. Die Archonten erschaffen hiernach Eva aus der Rippe Adams. Die Schlange verführt Eva, vom Baum der Erkenntnis zu essen und Adam davon zu geben. Adam und Eva werden aus dem Paradies vertrieben. Kain wird geboren, hiernach Abel. Nach dem Brudermord von Kain an Abel wird Seth als dritter Sohn Adam und Evas geboren und hiernach deren erste Tochter Norea. Die Menschen vermehren sich, und die Archonten beschließen eine Sintflut. Noah wird mit dem Bau der Arche beauftragt, lässt Norea jedoch nicht in die Arche hinein, weshalb sie diese mit ihrem Hauch verbrennt. Noah erbaut dann eine zweite Arche, während Norea von den Archonten bedrängt wird. Sie bittet den Gott des Alls um Hilfe, und der Engel Eleleth erscheint ihr in weißem Gewand und mit goldenem Antlitz. Er versichert Norea, dass ihre Seele und auch die ihrer Kinder aus dem unvergänglichen Licht kommen und die Archonten der Finsternis daher keine Macht über sie besitzen. Norea fragt Eleleth, wie die dunklen Mächte entstanden sind, und dieser beschreibt eine komplexe Kosmogonie. Die Unvergänglichkeit ist zuoberst in den grenzenlosen Äonen. Ein Vorhang trennt die oberen von den unteren Äonen, wobei die Trennlinie zwischen dem siebenten und achten Himmel liegt. Als positive Mächte erscheinen Sophia und ihre Tochter Zoe. Zu den dunklen Mächten zählen Samael, der als mannweibliches Wesen mit Löwengestalt beschrieben wird, sowie Saklas (Jaldabaoth), der in die Unterwelt verbannt wurde, und Sabaoth. Letzterer bekehrte sich aber zu Zoe und Sophia und wurde von diesen als Herrscher über den siebten Himmel, also unmittelbar oberhalb der Mächte des Chaos, eingesetzt.
Eleleth verkündet Norea des Weiteren, dass sich der Same der Wahrheit bald offenbaren wird. Aus einem „königslosen Geschlecht“ wird ein Erlöser gesendet, der die Menschen belehren und mit ewigem Leben salben wird. Dann werden die Menschen den wahren Vater des Alls, den heiligen Geist und den Sohn, der über allem ist, erkennen. Mit diesem an christliche Motive erinnernden Heilsversprechen endet der Text.

### Textausgabe
- Bentley Layton: The Hypostasis of the Archons. Critical edition and Translation. In: Bentley Layton (Hrsg.), Nag Hammadi Codex II, 2–7: Together with XIII,2*, BRIT. LIB. OR.4926(1), and P. OXY. 1, 654, 655. Vol. I. Gospel according to Thomas, Gospel according to Philip, Hypostasis of the Archons, and Indexes.  NHS XX. (The Coptic Gnostic Library, ed. J. M. Robinson). Brill, Leiden 1989. S. 234–259, 321–336
- Bernard Barc: L’Hypostase des archontes. Traité gnostique sur l’origine de l’homme, du monde et des archontes (NH II,4). BCNH 5. Presses de l’Université Laval (Québec) 1980, ISBN 2-7637-6889-X
- Peter Nagel: Das Wesen der Archonten aus Codex II der gnostischen Bibliothek von Nag Hammadi. Koptischer Text, deutsche Übersetzung und griechische Rückübersetzung. Konkordanz und Indizes. Wissenschaftliche Beiträge der Martin-Luther-Universität Halle-Wittenberg 1970,6.

### Übersetzung
- Ursula Ulrike Kaiser: Die Hypostase der Archonten (NHC II,4). In: Hans-Martin Schenke u. a. (Hrsg.): Nag Hammadi deutsch. de Gruyter, Berlin/New York 2001/2003. Bd. 2. S. 215–233.
- Gerd Lüdemann, Martina Janßen: Die Bibel der Häretiker. Radius, Stuttgart 1997. S. 173–183

### Sekundärliteratur
- Ingvild Saelid Gilhus: The nature of the archons. A study in the soteriology of a gnostic treatise from Nag Hammadi (CGII,4). Studies in oriental religions Bd. 12. Harrassowitz, Wiesbaden 1985, ISBN 3-447-02518-2
- Ursula Ulrike Kaiser: Die Hypostase der Archonten (Nag-Hammadi-Codex II,4). Neu herausgegeben, übersetzt und erklärt. Texte und Untersuchungen zur Geschichte der altchristlichen Literatur 156. de Gruyter, Berlin u. a. 2006, ISBN 978-3-11-019071-7.
- Martin Krause: Zur Hypostase der Archonten in Codex II von Nag Hammadi. In: Enchoria 2 (1972). S. 1–20.
- Hans-Martin Schenke: Das sethianische System nach Nag-Hammadi-Handschriften. In: Peter Nagel (Hrsg.): Studia coptica. Berliner byzantinistische Arbeiten 45. Akademie, Berlin 1974. S. 165–172